# Camporotondo Etneo
Camporotondo Etneo ist eine italienische Gemeinde der Metropolitanstadt Catania auf der Mittelmeerinsel Sizilien mit 5185 Einwohnern (Stand 31. Dezember 2023).

## Lage und Daten
Camporotondo Etneo liegt 14 km nordöstlich von Catania am Südhang des Ätnas. Die Einwohner arbeiten vorwiegend in der Landwirtschaft.
Die Nachbargemeinden sind Belpasso, Misterbianco, Motta Sant’Anastasia und San Pietro Clarenza.

## Geschichte
Camporotondo Etneo geht aus acht kleinen Orten hervor, die Andrea Massa 1645 kaufte. 1669 wurde es von einem Ausbruch des Ätnas zerstört und anschließend wieder aufgebaut.

## Sehenswürdigkeiten
- Palazzo Signorella